# 《127小时》获奖名单
《127小时》是丹尼·鮑伊执导的2010年英国独立传记冒险片，詹姆斯·法蘭科扮演男主角、现实生活中的登山家艾倫·洛斯頓，讲述2003年4月他在犹他州沟壑探险时因手卡入石缝被困五天多的真实经历，博伊尔与西蒙·博福伊把拉斯顿的自传《在岩石与险境间》改编成剧本。福克斯探照灯与百代安排电影于2010年11月5日和2011年1月7日分别在美国和英国有限上映，全球发行结束时共取得约6070万美元票房。评论汇总网站爛番茄共收集本片238篇评论，综合认可度达九成三。此外，数十位影评人把《127小时》列入2010年十大佳片。
电影获届多荣誉肯定，导演、配乐、摄影、编剧，特别是男主角弗兰科的演出最受青睐。影片在第68屆金球獎角逐入围最佳电影男主角（正剧类）、最佳原创配乐、最佳编剧三项，获卫星奖最佳导演、配乐、音效、原创歌曲、视觉效果等九项入围，还有評論家選擇協會九项提名。影片提名八项英国电影学院奖，包括最佳影片、最佳导演、最佳剪辑、最佳电影配乐、最佳音效。《127小时》还在第83届奥斯卡金像奖入围最佳影片、最佳男主角、最佳原著改编、最佳剪辑、最佳原创配乐、最佳原创歌曲六项大奖。
弗兰科入围纽约在线影评人协会、獨立精神獎、美國演員工會獎最佳男主角，片尾截肢求生桥段入围观众票选MTV影視大獎最佳目瞪口呆演出。博伊尔与博福伊获美国编剧工会、《标准晚报》英国电影奖提名，博伊尔还与制片人克里斯蒂安·科尔森获美國製片人協會提名。底特律影评人协会授予博伊尔最佳导演奖，苏蒂拉特·安妮·拉布因本片获藝術指導工會提名。电影入围休斯顿影评人协会、聖地牙哥影評人協會最佳摄影奖，美国电影学会把本片列入2010年十大佳片。

## 荣誉
| 机构                    | 颁奖日期       | 奖项                         | 提名人                                                                  | 结果 |
| ----------------------- | -------------- | ---------------------------- | ----------------------------------------------------------------------- | ---- |
| 奥斯卡金像奖            | 2011年2月27日  | 最佳影片                     | 克里斯蒂安·科尔森、丹尼·鮑伊、约翰·史密森                               | 提名 |
| 奥斯卡金像奖            | 2011年2月27日  | 最佳男主角                   | 詹姆斯·法蘭科                                                           | 提名 |
| 奥斯卡金像奖            | 2011年2月27日  | 最佳原著改编                 | 丹尼·博伊尔、西蒙·博福伊                                                | 提名 |
| 奥斯卡金像奖            | 2011年2月27日  | 最佳剪辑                     | 约翰·哈里斯                                                             | 提名 |
| 奥斯卡金像奖            | 2011年2月27日  | 最佳原创配乐                 | A·R·拉赫曼                                                              | 提名 |
| 奥斯卡金像奖            | 2011年2月27日  | 最佳原创歌曲                 | A·R·拉曼、蒂朵、罗兰·阿姆斯特朗：《我若崛起》                           | 提名 |
| 女性电影记者联盟        | 2011年1月10日  | 最佳男主角                   | 詹姆斯·弗兰科                                                           | 提名 |
| 女性电影记者联盟        | 2011年1月10日  | 最佳改编剧本                 | 丹尼·博伊尔、西蒙·博福伊                                                | 提名 |
| 女性电影记者联盟        | 2011年1月10日  | 最佳剪辑                     | 约翰·哈里斯                                                             | 提名 |
| 女性电影记者联盟        | 2011年1月10日  | 最佳配乐                     | A·R·拉曼                                                                | 提名 |
| 女性电影记者联盟        | 2011年1月10日  | 最勇敢演出                   | 詹姆斯·弗兰科                                                           | 提名 |
| 女性电影记者联盟        | 2011年1月10日  | 难忘时刻                     | 《127小时》                                                             | 提名 |
| 美国电影学会            | 2010年12月20日 | 年度电影                     | 《127小时》                                                             | 獲獎 |
| 藝術指導工會            | 2011年2月5日   | 最佳当代片艺术指导           | 苏蒂拉特·安妮·拉布                                                      | 提名 |
| 英国电影学院奖          | 2011年2月13日  | 最佳男主角                   | 詹姆斯·弗兰科                                                           | 提名 |
| 英国电影学院奖          | 2011年2月13日  | 最佳改编剧本                 | 丹尼·博伊尔、西蒙·博福伊                                                | 提名 |
| 英国电影学院奖          | 2011年2月13日  | 最佳摄影                     | 安东尼·多德·曼妥、恩里克·切迪亚克                                       | 提名 |
| 英国电影学院奖          | 2011年2月13日  | 最佳导演                     | 丹尼·博伊尔                                                             | 提名 |
| 英国电影学院奖          | 2011年2月13日  | 最佳剪辑                     | 约翰·哈里斯                                                             | 提名 |
| 英国电影学院奖          | 2011年2月13日  | 最佳电影配乐                 | A·R·拉曼                                                                | 提名 |
| 英国电影学院奖          | 2011年2月13日  | 最佳音效                     | 格伦·弗里曼特、史蒂文·拉涅利、道格拉斯·卡梅隆、伊恩·塔普、理查德·普莱克 | 提名 |
| 英国电影学院奖          | 2011年2月13日  | 最佳英国电影                 | 《127小时》                                                             | 提名 |
| 評論家選擇協會          | 2011年1月14日  | 最佳男主角                   | 詹姆斯·弗兰科                                                           | 提名 |
| 評論家選擇協會          | 2011年1月14日  | 最佳改编剧本                 | 丹尼·博伊尔、西蒙·博福伊                                                | 提名 |
| 評論家選擇協會          | 2011年1月14日  | 最佳摄影                     | 安东尼·多德·曼妥、恩里克·切迪亚克                                       | 提名 |
| 評論家選擇協會          | 2011年1月14日  | 最佳导演                     | 丹尼·博伊尔                                                             | 提名 |
| 評論家選擇協會          | 2011年1月14日  | 最佳剪辑                     | 约翰·哈里斯                                                             | 提名 |
| 評論家選擇協會          | 2011年1月14日  | 最佳影片                     | 《127小时》                                                             | 提名 |
| 評論家選擇協會          | 2011年1月14日  | 最佳插曲                     | A·R·拉曼、戴朵、罗兰·阿姆斯特朗：《我若崛起》                           | 獲獎 |
| 評論家選擇協會          | 2011年1月14日  | 最佳音效                     | 格伦·弗里曼特、史蒂文·拉涅利、道格拉斯·卡梅隆、伊恩·塔普、理查德·普莱克 | 提名 |
| 芝加哥影评人协会        | 2010年12月20日 | 最佳男主角                   | 詹姆斯·弗兰科                                                           | 提名 |
| 达拉斯—沃斯堡影评人协会 | 2010年12月17日 | 最佳男主角                   | 詹姆斯·弗兰科                                                           | 獲獎 |
| 达拉斯—沃斯堡影评人协会 | 2010年12月17日 | 最佳摄影                     | 安东尼·多德·曼妥、恩里克·切迪亚克                                       | 獲獎 |
| 达拉斯—沃斯堡影评人协会 | 2010年12月17日 | 最佳导演                     | 丹尼·博伊尔                                                             | 提名 |
| 达拉斯—沃斯堡影评人协会 | 2010年12月17日 | 十大佳片                     | 《127小时》                                                             | 獲獎 |
| 底特律影评人协会        | 2010年12月16日 | 最佳男主角                   | 詹姆斯·弗兰科                                                           | 提名 |
| 底特律影评人协会        | 2010年12月16日 | 最佳导演                     | 丹尼·博伊尔                                                             | 獲獎 |
| 底特律影评人协会        | 2010年12月16日 | 最佳影片                     | 《127小时》                                                             | 提名 |
| 帝國獎                  | 2011年3月27日  | 最佳男主角                   | 詹姆斯·弗兰科                                                           | 提名 |
| 帝國獎                  | 2011年3月27日  | 最佳英国片                   | 《127小时》                                                             | 提名 |
| 帝國獎                  | 2011年3月27日  | 最佳惊悚片                   | 《127小时》                                                             | 提名 |
| 《标准晚报》            | 2011年2月7日   | 最佳编剧                     | 丹尼·博伊尔、西蒙·博福伊                                                | 提名 |
| 金球獎                  | 2011年1月16日  | 最佳电影男主角（正剧类）     | 詹姆斯·弗兰科                                                           | 提名 |
| 金球獎                  | 2011年1月16日  | 最佳原创配乐                 | A·R·拉曼                                                                | 提名 |
| 金球獎                  | 2011年1月16日  | 最佳编剧                     | 丹尼·博伊尔、西蒙·博福伊                                                | 提名 |
| 休斯顿影评人协会        | 2010年12月18日 | 最佳男主角                   | 詹姆斯·弗兰科                                                           | 提名 |
| 休斯顿影评人协会        | 2010年12月18日 | 最佳摄影                     | 安东尼·多德·曼妥、恩里克·切迪亚克                                       | 提名 |
| 休斯顿影评人协会        | 2010年12月18日 | 最佳导演                     | 丹尼·博伊尔                                                             | 提名 |
| 休斯顿影评人协会        | 2010年12月18日 | 最佳原创配乐                 | A·R·拉曼                                                                | 提名 |
| 休斯顿影评人协会        | 2010年12月18日 | 最佳原创歌曲                 | A·R·拉曼、戴朵、罗兰·阿姆斯特朗：《我若崛起》                           | 提名 |
| 休斯顿影评人协会        | 2010年12月18日 | 最佳影片                     | 《127小时》                                                             | 提名 |
| 獨立精神獎              | 2011年2月26日  | 最佳影片                     | 《127小时》                                                             | 提名 |
| 獨立精神獎              | 2011年2月26日  | 最佳导演                     | 丹尼·博伊尔                                                             | 提名 |
| 獨立精神獎              | 2011年2月26日  | 最佳男主角                   | 詹姆斯·弗兰科                                                           | 獲獎 |
| 伦敦影评人协会          | 2011年2月10日  | 年度英国导演                 | 丹尼·博伊尔                                                             | 提名 |
| 伦敦影评人协会          | 2011年2月10日  | 年度英国电影                 | 《127小时》                                                             | 提名 |
| 电影音效剪辑工会        | 2011年2月20日  | 最佳长片电影FX和拟声音效剪辑 | 格伦·弗里曼特                                                           | 提名 |
| MTV影視大獎             | 2011年6月5日   | 最佳目瞪口呆演出             | 詹姆斯·弗兰科                                                           | 提名 |
| 苏格兰国家电影奖        | 2011年5月11日  | 最佳剧情片                   | 《127小时》                                                             | 提名 |
| 苏格兰国家电影奖        | 2011年5月11日  | 年度演出                     | 詹姆斯·弗兰科                                                           | 提名 |
| 在线影评人协会          | 3 January 2011 | 最佳男主角                   | 詹姆斯·弗兰科                                                           | 提名 |
| 在线影评人协会          | 3 January 2011 | 最佳改编剧本                 | 丹尼·博伊尔、西蒙·博福伊                                                | 提名 |
| 在线影评人协会          | 3 January 2011 | 最佳摄影                     | 安东尼·多德·曼妥、恩里克·切迪亚克                                       | 提名 |
| 在线影评人协会          | 3 January 2011 | 最佳导演                     | 丹尼·博伊尔                                                             | 提名 |
| 在线影评人协会          | 3 January 2011 | 最佳剪辑                     | 约翰·哈里斯                                                             | 提名 |
| 倫敦影展                | 2010年10月27日 | 最佳影片                     | 《127小时》                                                             | 提名 |
| 纽约在线影评人协会      | 2010年12月12日 | 最佳男主角                   | 詹姆斯·弗兰科                                                           | 獲獎 |
| 纽约在线影评人协会      | 2010年12月12日 | 十大佳片                     | 《127小时》                                                             | 獲獎 |
| 多伦多影评人协会        | 2010年12月14日 | 最佳男主角                   | 詹姆斯·弗兰科                                                           | 提名 |
| 温哥华影评人协会        | 2011年1月10日  | 最佳男主角                   | 詹姆斯·弗兰科                                                           | 提名 |
| 华盛顿特区影评人协会    | 2010年12月6日  | 最佳男主角                   | 詹姆斯·弗兰科                                                           | 提名 |
| 华盛顿特区影评人协会    | 2010年12月6日  | 最佳改编剧本                 | 丹尼·博伊尔、西蒙·博福伊                                                | 提名 |
| 华盛顿特区影评人协会    | 2010年12月6日  | 最佳摄影                     | 安东尼·多德·曼妥、恩里克·切迪亚克                                       | 提名 |
| 华盛顿特区影评人协会    | 2010年12月6日  | 最佳导演                     | 丹尼·博伊尔                                                             | 提名 |
| 华盛顿特区影评人协会    | 2010年12月6日  | 最佳影片                     | 《127小时》                                                             | 提名 |
| 华盛顿特区影评人协会    | 2010年12月6日  | 最佳配乐                     | A·R·拉曼                                                                | 提名 |
| 美國製片人協會          | 2011年1月22日  | 最佳院线电影                 | 丹尼·博伊尔、克里斯蒂安·科尔森                                          | 提名 |
| 聖地牙哥影評人協會      | 2010年12月14日 | 最佳男主角                   | 詹姆斯·弗兰科                                                           | 提名 |
| 聖地牙哥影評人協會      | 2010年12月14日 | 最佳摄影                     | 安东尼·多德·曼妥、恩里克·切迪亚克                                       | 提名 |
| 聖地牙哥影評人協會      | 2010年12月14日 | 最佳导演                     | 丹尼·博伊尔                                                             | 提名 |
| 聖地牙哥影評人協會      | 2010年12月14日 | 最佳剪辑                     | 约翰·哈里斯                                                             | 提名 |
| 聖地牙哥影評人協會      | 2010年12月14日 | 最佳原创配乐                 | A·R·拉曼                                                                | 提名 |
| 圣芭芭拉国际电影节      | 2011年1月29日  | 年度演出                     | 詹姆斯·弗兰科                                                           | 獲獎 |
| 卫星奖                  | 2010年12月19日 | 最佳剧情片男主角             | 詹姆斯·弗兰科                                                           | 提名 |
| 卫星奖                  | 2010年12月19日 | 最佳改编剧本                 | 丹尼·博伊尔、西蒙·博福伊                                                | 提名 |
| 卫星奖                  | 2010年12月19日 | 最佳摄影                     | 安东尼·多德·曼妥、恩里克·切迪亚克                                       | 提名 |
| 卫星奖                  | 2010年12月19日 | 最佳导演                     | 丹尼·博伊尔                                                             | 提名 |
| 卫星奖                  | 2010年12月19日 | 最佳剧情片                   | 《127小时》                                                             | 提名 |
| 卫星奖                  | 2010年12月19日 | 最佳原创配乐                 | A·R·拉曼                                                                | 提名 |
| 卫星奖                  | 2010年12月19日 | 最佳原创歌曲                 | A·R·拉曼、戴朵、罗兰·阿姆斯特朗：《我若崛起》                           | 提名 |
| 卫星奖                  | 2010年12月19日 | 最佳音效                     | 格伦·弗里曼特、史蒂文·拉涅利、道格拉斯·卡梅隆、伊恩·塔普、理查德·普莱克 | 提名 |
| 卫星奖                  | 2010年12月19日 | 最佳视觉效果                 | 詹姆斯·温尼弗里斯、亚当·加斯科因、蒂姆·卡普兰                           | 提名 |
| 美國演員工會獎          | 2011年1月30日  | 最佳男主角                   | 詹姆斯·弗兰科                                                           | 提名 |
| 圣路易斯影评人协会      | 2010年12月20日 | 最佳男主角                   | 詹姆斯·弗兰科                                                           | 提名 |
| 圣路易斯影评人协会      | 2010年12月20日 | 最佳导演                     | 丹尼·博伊尔                                                             | 提名 |
| 圣路易斯影评人协会      | 2010年12月20日 | 最佳编剧                     | 丹尼·博伊尔、西蒙·博福伊                                                | 提名 |
| 圣路易斯影评人协会      | 2010年12月20日 | 推动传媒进步奖               | 《127小时》                                                             | 提名 |
| 圣路易斯影评人协会      | 2010年12月20日 | 特别奖                       | 《127小时》                                                             | 獲獎 |
| 世界电影原声学会        | 2011年10月22日 | 公众选择奖                   | A·R·拉曼                                                                | 獲獎 |
| 世界电影原声学会        | 2011年10月22日 | 最佳原创歌曲                 | A·R·拉曼、戴朵、罗兰·阿姆斯特朗：《我若崛起》                           | 提名 |
| 美国编剧工会            | 2011年2月5日   | 最佳改编剧本                 | 丹尼·博伊尔、西蒙·博福伊                                                | 提名 |